# Cyphon ponticus
Cyphon ponticus es una especie de coleóptero de la familia Scirtidae.

## Distribución geográfica
Habita en Turquía.